# Lê Thanh Vân
Lê Thanh Vân (sinh ngày 23 tháng 12 năm 1964) là một chính trị gia người Việt Nam. Ông hiện là đại biểu Quốc hội Việt Nam khóa XV nhiệm kì 2021-2026 thuộc đoàn Đại biểu Quốc hội tỉnh Cà Mau, Ủy viên Thường trực Ủy ban Tài chính, Ngân sách của Quốc hội, Phó Chủ tịch Nhóm Nghị sĩ hữu nghị Việt Nam - Ba Lan.
Ông từng là đại biểu Quốc hội Việt Nam khóa XIII nhiệm kì 2011-2016, khóa XIV nhiệm kì 2016-2021, đại biểu tham dự Đại hội toàn quốc Đảng Cộng sản Việt Nam lần thứ XII.
Đến ngày 10 tháng 7 năm 2024, ông đã bị khởi tố, bắt giữ. Tuy nhiên, lý do cho việc bắt giữ này vẫn chưa được công bố.

## Xuất thân
Lê Thanh Vân sinh ngày 23 tháng 12 năm 1964, người dân tộc Kinh, không theo tôn giáo nào. Ông có quê quán tại làng cổ Duy Tinh, xã Văn Lộc, huyện Hậu Lộc, tỉnh Thanh Hóa. Theo gia phả của dòng họ, ông là hậu duệ của Khai quốc công thần Đại đô đốc Lê Lâm, người đã theo cha là Trung túc vương Lê Lai tham gia Hội thề Lũng Nhai, cùng với Lê Lợi và 
hàng chục người khác dựng cờ khởi nghĩa kháng chiến chống giặc Minh. Khi Lê Lâm mất được truy phong đến chức Thiếu úy. Lê Lâm có con trai là Lê Niệm là một nhà chính trị, quân sự cao cấp lập nhiều chiến công hiển hách trong thời Đại Việt. 
Ông Lê Thanh Vân được đánh giá là người nổi tiếng cương trực, khẳng khái với những ý kiến thẳng thắn bảo vệ sự đúng đắn trong xây dựng và thực thi chính sách, pháp luật.

## Giáo dục
Ông từng là sinh viên Đại học Luật Hà Nội.
Ông có bằng Tiến sĩ Luật học và bằng Cao cấp lý luận chính trị Đảng Cộng sản Việt Nam.

## Sự nghiệp
Năm 1982, sau khi học xong phổ thông, ông nhập ngũ, phục vụ Quân đội nhân dân Việt Nam.
Ngày 29 tháng 7 năm 1984, ông gia nhập Đảng Cộng sản Việt Nam.
Năm 1985, ông làm công nhân Trại giống cây trồng huyện Hậu Lộc, Thanh Hóa.
Từ năm 1985 đến năm 1989, ông là sinh viên, Ủy viên Thường vụ BCH Đoàn trường Đại học Luật Hà Nội.
Năm 1990, ông về công tác tại Văn phòng Quốc hội và Hội đồng Nhà nước (sau đổi thành Văn phòng Quốc hội) và là chuyên viên Vụ Hoạt động Đại biểu dân cử (sau đổi thành Vụ Công tác đại biểu).
Năm 2003, ông được bổ nhiệm làm Phó Vụ trưởng.
Năm 2008, ông đảm nhiệm chức vụ Vụ trưởng, Giám đốc Trung tâm Thông tin khoa học, Viện Nghiên cứu lập pháp thuộc Ủy ban Thường vụ Quốc hội.
Năm 2010, ông được Ủy ban Thường vụ Quốc hội bổ nhiệm làm Phó Viện trưởng Viện Nghiên cứu lập pháp thuộc Ủy ban Thường vụ Quốc hội (Tương đương Tổng cục trưởng).

### Đại biểu Quốc hội Việt Nam khóa XIII thành phố Hải Phòng
Năm 2011, ông trúng cử đại biểu Quốc hội khóa XIII tại thành phố Hải Phòng và giữ chức Ủy viên Thường trực Ủy ban Tài chính - Ngân sách của Quốc hội.
Tháng 3 năm 2014, ông được Ban Bí thư Ban Chấp hành Trung ương Đảng Cộng sản Việt Nam luân chuyển về tham gia Ban Chấp hành, Ban Thường vụ Tỉnh ủy Hải Dương và được chỉ định làm Phó Bí thư tỉnh ủy Hải Dương. Năm 2014 ông được chuyển về sinh hoạt tại Đoàn đại biểu Quốc hội tỉnh Hải Dương.
Tháng 12 năm 2015, tại đại hội đảng bộ tỉnh Hải Dương, ông được bầu vào Ban chấp hành Đảng bộ tỉnh Hải Dương. Khi bầu vào Ban Thường vụ Tỉnh ủy mặc dù ông đạt số phiếu quá bán và là cán bộ do Trung ương luân chuyển, nhưng vẫn không được tính là trúng cứ, nên không tiếp tục giữ chức Phó bí thư Tỉnh ủy. Sau đó, Ủy ban thường vụ Quốc hội đã điều động ông trở lại Quốc hội và giữ chức cũ như trước là Ủy viên Thường trực Ủy ban Tài chính - Ngân sách của Quốc hội khóa XIII.

#### Hoạt động

##### Kiến nghị thành lập Hội đồng lập pháp
Ông cũng quan tâm đến cơ chế làm luật. Ngày 15 tháng 11 năm 2012, ông đưa ra ý kiến về việc thành lập Hội đồng Lập pháp (thay mặt Quốc hội hoạt động quanh năm).Ông cũng là người đưa ra các kiến nghị sâu sắc về cơ chế kiểm soát quyền lực nhà nước trong bối cảnh Việt Nam hiện nay. Ông cho rằng, gốc rễ của kiểm soát quyền lực hiệu quả nằm ngay ở cơ chế phân công quyền lực, mà không cần thiết phải quá nhấn mạnh đến sự phối hợp. Phân công rành mạch cũng chính là phối hợp, chính là cơ sở để kiểm soát tốt quyền lực nhà nước và kiểm soát tốt quyền lực sẽ ngăn chặn hiệu quả tình trạng lạm quyền. 

##### Kiến nghị ban hành Luật trọng dụng nhân tài
Đặc biệt quan tâm đến chính sách trọng dụng nhân tài, ngay khi mới vào Quốc hội, tại kỳ họp đầu tiên, ông đã đề xuất ý kiến về việc ban hành Luật trọng dụng nhân tài, coi đó là "Chiếu cầu hiền" của Đảng và Nhà nước trong bối cảnh hiện nay. Ông cho rằng, tài nguyên vật chất nếu cứ khai thác mãi sẽ hết, còn nhân tài là "nguyên khí quốc gia", nếu càng khai thác, sẽ càng thực bồi; trọng dụng nhân tài luôn được coi là chính sách ưu tiên hàng đầu của phép trị quốc.

##### Đề xuất thi tuyển Thứ trưởng
Tại kỳ họp thứ 6 Quốc hội khóa XIII, ông đã đề xuất việc thi tuyển chức danh đối với hàm Thứ trưởng trở xuống. Sau đó Bộ Giao thông Vận tải là cơ quan đầu tiên thực hiện ý kiến này.

### Đại biểu Quốc hội Việt Nam khóa XIV tỉnh Cà Mau

#### Tranh cử
Sáng ngày 13 tháng 4 năm 2016, tại Hội nghị hiệp thương lần ba bầu cử đại biểu Quốc hội khoá XIV tại Hà Nội do Mặt trận Tổ quốc Việt Nam tổ chức, có 5 trong số 62 thành viên ban thường trực Ủy ban Trung ương Mặt trận Tổ quốc Việt Nam không đồng ý giới thiệu ông Lê Thanh Vân ứng cử Đại biểu Quốc hội khóa 14 với lí do ông không được địa phương tín nhiệm. Cụ thể, tại Đại hội Đảng bộ Đảng Cộng sản Việt Nam tỉnh Hải Dương vào tháng 10 năm 2015, mặc dù được Ban thường vụ tỉnh ủy khóa cũ giới thiệu nhưng ông đã không trúng cử vào Ban thường vụ tỉnh ủy Tỉnh ủy Hải Dương khóa mới. Tuy nhiên, đã có nhiều ý kiến lên tiếng bảo vệ ông và cho rằng, việc ông không trúng vào Ban Thường vụ tỉnh ủy Hải Dương khóa mới là một rủi ro chính trị ở một địa bàn phức tạp và bản thân ông là người có năng lực, trình độ, có nhiều đóng góp tích cực trong thời gian đi luân chuyển; và rằng ông cũng là người hoạt động tích cực trong Quốc hội khóa XIII. Trước đó, từ tháng 3 năm 2014, ông Lê Thanh Vân được trung ương điều động làm Phó Bí thư Tỉnh ủy Hải Dương, ông đã giữ chức này được 1 năm 7 tháng.
Ngày 22 tháng 5 năm 2016, ông trúng cử đại biểu Quốc hội Việt Nam khóa XIV nhiệm kì 2016-2021 ở tỉnh Cà Mau. Ông tiếp tục giữ chức vụ Ủy viên Thường trực Ủy ban Tài chính - Ngân sách của Quốc hội khóa XIV.

#### Hoạt động

##### Vụ việc ở Đồng Tâm
Sáng sớm ngày 19/4/2017, ông là đại biểu Quốc hội đầu tiên lên tiếng trên facebook về vụ việc ở xã Đồng Tâm, huyện Mỹ Đức, thành phố Hà Nội. Chỉ sau đó ít phút, hàng loạt báo đã đăng ý kiến của ông. Trong ý kiến của mình, ông đã đề nghị Chủ tịch Ủy ban nhân dân thành phố Hà Nội Nguyễn Đức Chung sớm tổ chức đối thoại với nhân dân xã Đồng Tâm. Cuộc đối thoại sau đó đã được tiến hành thành công vào ngày 22/4/2017.

##### Ý tưởng chất vấn trực tiếp
Ông Lê Thanh Vân là một trong những người đưa ra ý tưởng chất vấn trực tiếp để làm rạch ròi từng vấn đề và trách nhiệm của các bên tại mỗi kỳ họp Quốc hội, cũng như việc bỏ phiếu tín nhiệm các chức danh lãnh đạo thuộc sự giám sát của Quốc hội.
Ông cũng nổi tiếng với những câu chất vấn danh thép tại nghị trường và ngay cả Thủ tướng Nguyễn Xuân Phúc, tại phiên chất vấn trước Quốc hội chiều ngày 17/11/2017 cũng thừa nhận phải đối mặt với "câu hỏi rất hóc búa" mà ông đặt ra.

##### Bảo vệ Hiến pháp
Chiều ngày 22 tháng 11 năm 2017, tại phiên thảo luận về dự án Luật Đơn vị hành chính - kinh tế đặc biệt của Quốc hội khóa XIV, mặc dù ủng hộ phương án phân cấp, phân quyền mạnh mẽ cho mô hình này, nhưng ông cho rằng, tổ chức chính quyền địa phương ở đơn vị hành chính - kinh tế đặc biệt theo phương án "không tổ chức Hội đồng nhân dân và Ủy ban nhân dân mà thực hiện thiết chế trưởng đơn vị hành chính - kinh tế đặc biệt do Thủ tướng bổ nhiệm, được phân quyền, phân cấp mạnh, có thẩm quyền quyết định và tổ chức thực hiện toàn bộ các hoạt động hành chính, kinh tế - xã hội trên địa bàn đơn vị" là vi hiến (theo điều 111 Hiến pháp Việt Nam 2013) và đề nghị Quốc hội trước hết phải tuân thủ Hiến pháp; nếu lựa chọn phương án theo Tờ trình của Chính phủ, cần phải sửa đổi Hiến pháp. Trong khi đó phần lớn đại biểu chọn phương án này.

##### Kiến nghị về tổ chức bộ máy và công tác cán bộ
Ông cũng là người có nhiều ý kiến sâu sắc về tổ chức bộ máy, công tác cán bộ, khi phát biểu tại các kỳ họp Quốc hội và trên các phương tiện truyền thông. Lo lắng về chất lượng cán bộ hiện nay, năm 2017, ông đã viết tâm thư gửi Trưởng ban Tổ chức Trung ương Phạm Minh Chính nêu quan điểm phân loại và tiêu chí từng nhóm cán bộ để trọng dụng nhân tài theo từng lĩnh vực, với phương châm "dụng nhân như dụng mộc". Ngày 07 tháng 05 năm 2017, trước giờ khai mạc Hội nghị lần thứ 7 của BCH Trung ương khóa XII, ông đã có bài "Cán bộ cấp chiến lược là ai?" đăng trên báo Dân trí nêu rõ 5 tiêu chuẩn của nhóm cán bộ này, được cư dân mạng đồng tình với hàng chục ngàn lượt chia sẻ. Quan điểm nhất quán của ông là, đối với chức danh bổ nhiệm phải thông qua thi tuyển để lựa chọn người tài; đối với những chức danh bầu cử, thì ứng viên được giới thiệu phải có cương lĩnh, chương trình hành động trình bày trước cơ quan có thẩm quyền bầu và coi đó là cam kết của nhân sự được lựa chọn; nếu sau khi được bầu mà người đó không thực hiện đúng cam kết phải từ chức hoặc bị bãi miễn. Ông coi việc lựa chọn cán bộ phải chú trọng vào thực chứng, lấy hiệu quả làm việc làm căn cứ, thay vì định tính tiêu chuẩn như hiện nay. Nghị quyết Hội nghị lần thứ bảy BCH Trung ương Đảng Cộng sản Việt Nam sau đó đã có nhiều nội dung theo tinh thần này.

##### Chất vấn vụ Mobifone mua AVG
Chiều ngày 17 tháng 11 năm 2017, trong phiên chất vấn Bộ trưởng Bộ Thông tin và Truyền thông Trương Minh Tuấn ở hội trường Quốc hội Việt Nam, ông đã chất vấn về vụ Mobifone mua 95% cổ phần của Công ty Cổ phần Nghe nhìn Toàn Cầu (AVG) bằng vốn nhà nước (gần 8.890 tỷ đồng). Cụ thể, ông đã có ba câu hỏi trực diện, một là "Từ nhu cầu nào và dựa trên cơ sở nào mà Mobifone sử dụng vốn nhà nước để mua AVG?", hai là "Giá trị chính xác trong vụ chuyển nhượng này là bao nhiêu?", ba là "Từ khi mua AVG về thì hoạt động ra sao, có tương xứng với số tiền bỏ ra mua không?". Tuy nhiên, cả Chủ tịch Quốc hội Nguyễn Thị Kim Ngân và ông Trương Minh Tuấn đều tránh né giải trình và cho biết vấn đề đang được thanh tra và chờ kết quả thanh tra xong sẽ báo cáo sau. Đến tháng 6/2018 vụ việc này mới được Ủy ban Kiểm tra Trung ương kết luận và kiến nghị xử lý kỷ luật các chức vụ có liên quan.

##### Chất vấn về hoạt động của Chính phủ trong cuộc cách mạng công nghiệp lần thứ tư
Tại kỳ họp thứ ba của Quốc hội khoá XIV (tháng 6/2017), ông là người đầu tiên đã chất vấn Bộ trưởng Bộ Kế hoạch Đầu tư Nguyễn Chí Dũng:
"Là Tham mưu trưởng cho Chính phủ và Thủ tướng Chính phủ, Bộ trưởng hiểu như thế nào về cuộc cách mạng công nghiệp lần thứ tư đã và đang diễn ra trên toàn cầu? Việt Nam đang đứng ở đâu, có lợi thế gì và sẽ tranh thủ những gì trong cuộc cách mạng ấy? Bộ trưởng có nghĩ đến việc cần tham mưu cho Chính phủ một chiến lược phát triển đất nước trong cuộc cách mạng này không?"
Câu hỏi chất vấn của ông đã không được trả lời trực tiếp, thay vì tiếng cười của Bộ trưởng và một số đại biểu Quốc hội. Cho đến kỳ họp thứ tư sau đó, cụm từ "cách mạng công nghiệp lần thứ tư" bắt đầu trở thành câu cửa miệng của nhiều ý kiến phát biểu tại nghị trường.

##### Kiến nghị hoãn xem xét, thông qua Luật đặc khu để xin ý kiến nhân dân
Tại kỳ họp thứ năm của Quốc hội khóa XIV, trước những vấn đề còn ý kiến khác nhau cả ở trong Quốc hội và bên ngoài xã hội đối với dự án Luật Đơn vị hành chính kinh tế đặc biệt (Luật đặc khu), ông đã lên tiếng đề nghị xem xét thận trọng một số nội dung của dự thảo luật này. Lo lắng về những tác động của dự thảo luật, nếu được thông qua, sẽ tác động lớn đến kinh tế - xã hội của đất nước và tâm tư nguyện vọng của nhân dân, ông đã gặp lãnh đạo cấp cao nhất của Đảng, được đồn đoán là Tổng Bí thư Nguyễn Phú Trọng vào ngày 4/6/2018 để kiến nghị dừng thời gian thông qua, để xem xét thận trọng nhiều vấn đề nhạy cảm, nếu cần thiết thì lấy ý kiến nhân dân. Vị lãnh đạo này đã lắng nghe và tiếp thu. Sau đó, vào buổi sáng 11/6/2016, Quốc hội đã thông qua đề nghị lùi thời gian xem xét đạo luật này.

##### Đề nghị Luật hóa vai trò Ủy ban Kiểm tra Trung ương Đảng Cộng sản Việt Nam
Ngày 13 tháng 6 năm 2018, tại kì họp thứ 5 Quốc hội khóa 14, khi thảo luận dự án Luật Phòng, chống tham nhũng sửa đổi, ông cho rằng cần luật hóa vai trò của Ủy ban Kiểm tra Trung ương Đảng Cộng sản Việt Nam.
Đề nghị có "tam công chiến pháp" làm đối sách với Trung Quốc và các giải pháp xây dựng đất nước phát triển
Trong phát biểu tại phiên họp chiều ngày 31/10/2019, ông đã tố cáo hành vi phạm pháp của Trung Quốc trên biển Đông và kiến nghị đối sách với Trung Quốc.
Ông phân tích, Trung Quốc đang có "tam chủng chiến pháp" bao gồm: tâm lý, truyền thông và pháp lý. Về tâm lý, Trung Quốc đã rao giảng cho các thế hệ người dân từ trước tới nay rằng biển Đông là của Trung Quốc. Về truyền thông, họ rêu rao hết các diễn đàn điều tương tự. Về pháp lý, Trung Quốc đang sửa lại, diễn đạt Luật biển quốc tế (UNCLOSS) theo ý chí của mình. Và trên thực địa họ đang tiến hành xâm lấn các quốc gia ven biển.
Vì vậy, ông cho rằng, Việt Nam cần có "tam công chiến pháp" để đối sách với Trung Quốc, đó là công luận, công khai và công pháp. "Về công luận, chúng ta phải đẩy mạnh hoạt động tuyên truyền, củng cố hồ sơ chứng minh cho dư luận thế giới biết biển Đông là của Việt Nam. Về công khai, phải công khai hóa các hoạt đông phi pháp của Trung Quốc cho thế giới biết, trong nước biết. Công pháp là sử dụng tối đa công cụ pháp lý từ công ước quốc tế cho tới cơ sở pháp lý mà luật biển Việt Nam đã quy định. Về lâu dài, ta phải có đối sách căn bản, phòng thủ chặt chẽ để ngăn chặn sự lấn tới của Trung Quốc, vi phạm trắng trợn của Trung Quốc trên biển Đông".
Cũng trong phần phát biểu của mình, ông cũng đưa ra một số đề xuất cho Quốc hội và Chính phủ. Cụ thể về thể chế tổ chức, ông đề nghị triển khai việc rà soát chức năng, nhiệm vụ của hệ thống hành chính, đặc biệt là các bộ, ngành để tránh trùng lắp về chức năng, phân công mạch lạc và kiểm soát tốt, để bộ máy hành chính tinh thông, tinh nhuệ và thống nhất.
Về thể chế nhân sự, ông đề nghị Chính phủ triển khai sớm chủ trương của Đảng về tiến cử, trọng dụng nhân tài; tổng kết Nghị định 157/2007 về trách nhiệm của người đứng đầu, cấp phó của người đứng đầu, nâng thành luật để trình QH xem xét, thông qua.
Về thể chế kinh tế, ông đề nghị Chính phủ nên tập trung vào ba nhóm vấn đề. Một là hoàn thiện cơ sở pháp lý để bảo đảm năng lực của các thể nhân, pháp nhân trong việc bảo đảm tài sản, cơ chế bảo đảm thực hiện hợp đồng, gây dựng niềm tin, sự yên tâm của các nhà dầu tư để thu hút vào quá trình kinh tế - xã hội của đất nước. Hai là, sớm ban hành các văn bản quy định về năng lực của các doanh nghiệp trong nước đủ khả năng tiếp cận các nguồn vốn, huy động đầu tư cho công nghệ cao, ứng dụng vào quá trình sản xuất, kinh doanh, từng bước thay thế các FDI để phát huy nội lực. Ba là, ban hành các chính sách khuyến khích cho doanh nghiệp khởi nghiệp, hỗ trợ rủi ro phi lợi nhuận để sớm hình thành các doanh nghiệp khởi nghiệp thành công, phát triển nhanh.
Về hoàn thiện thể chế văn hóa, ông kiến nghị rà soát lại các quan hệ xã hội lâu nay từng điều chỉnh bằng quy phạm đạo đức để điều chỉnh bằng quy phạm pháp luật. "Tức là nâng cấp quan hệ đạo đức lên thành quan hệ pháp luật, có như vậy mới bảo vệ được giá trị cốt lõi về văn hóa vật chất, văn hóa tinh thần và văn hóa lịch sử của dân tộc.
Kiến nghị giám sát tối cao đối với vụ án Hồ Duy Hải
Ngày 8/5/2020, ngay sau khi Hội đồng Thẩm phán Toà án nhân dân tối cao kết thúc phiên toà giám đốc thẩm vụ án Hồ Duy Hải với quyết định bác kháng nghị của Viện trưởng Viện Kiểm sát nhân dân tối cao, ông Lê Thanh Vân đã trực tiếp trao đổi với Chủ tịch Quốc hội Nguyễn Thị Kim Ngân để kiến nghị thực hiện giám sát tối cao đối với vụ án này. Lý do mà ông kiến nghị giám sát tối cao vì quyết định của phiên toà giám đốc thẩm là "chưa thuyết phục trước nhiều vấn đề bất minh mà xã hội đang rất quan tâm trong vụ án này" được ông viết trên dòng trạng thái của trang cá nhân trên Facebook.
Ngày 13/5/2020, đại biểu Quốc hội Lê Thanh Vân đã chính thức gửi văn bản đến Uỷ ban thường vụ Quốc hội đề nghị giám sát tối cao vụ án này. Bằng văn bản này, ông là người đầu tiên lên tiếng trong vụ án Hồ Duy Hải. Tiếp theo sau là các đại biểu Lưu Bình Nhưỡng, Trương Trọng Nghĩa đã gửi văn bản đến Uỷ ban thường vụ Quốc hội và Chủ tịch nước có cùng kiến nghị với đại biểu Quốc hội Lê Thanh Vân.

### Phát ngôn
| “                                                                                           | Khởi xướng văn hóa từ chức để những ai thấy mình tài hèn, đức mọn tự nguyện nhường chỗ cho bậc hiền tài. | ” |
| — Phát biểu tại kỳ họp thứ 2, Quốc hội khóa XIV, sáng ngày 02/11/2016, nguồn Báo VietNamNet | |   |

| “               | Lãnh đạo thì phải anh tài. Đến Đông, Đông lặng, tới Đoài, Đoài yên. Nếu cần phải thua dân thì rất nên thua và chỉ có bậc đại trượng phu làm được điều đó. | ” |
| — Báo VnExpress | |   |

| “               | Không phải cứ luân chuyển là lên chức | ” |
| — Báo VnExpress |                                       |   |

| “ | Dụng nhân như dụng mộc. Một người có khả năng làm tốt công tác phong trào, chưa hẳn trở thành một chính trị gia hay một nhà lãnh đạo trong hệ thống chính trị; một doanh nghiệp giỏi về sản xuất, kinh doanh chưa hẳn trở thành một nhà quản lý, điều hành trong bộ máy hành chính; một nhà khoa học xuất sắc chưa hẳn trở thành một chính khách... | ” |

| “                                                                | Có những cán bộ chủ chốt, nhưng phát ngôn kỳ quặc | ” |
| — Phát biểu tại kỳ họp thứ tư, Quốc hội khóa XIV ngày 30/10/2017 |                                                   |   |

| “                           | Phải có chế tài nghiêm khắc trừng trị người lạm quyền trong bổ nhiệm cán bộ | ” |
| — Báo Đời sống và Pháp luật |                                                                             |   |

| “              | Quy trình cong vì lòng không thẳng | ” |
| — Hải Dương TV |                                    |   |

| “                   | Xem trong lịch sử nước nhà, chỉ khi nào các vị thánh đế, vinh vương biết "chấn diệu Hồng đồ" và "thực bồi nguyên khí" thì dân mới "ngưỡng vọng" và sĩ mới "hàm đan" và khi ấy quốc gia mới thịnh trị, vững bền | ” |
| — Báo Người đưa tin | |   |

| “                   | Làm người, mà thấy đúng không bảo vệ, thấy sai không lên án, thì cuộc sống ấy khác nào tồn tại. Nói ra lời ngay để mô tả đúng thực trạng là điều cần thiết. Một ĐBQH mà không dám nói lên tiếng nói của Dân thì hổ thẹn lắm! | ” |
| — Báo Người đưa tin | |   |

| “                    | Không đánh đổi chủ quyền lấy sự phát triển kinh tế | ” |
| — Báo An ninh thủ đô |                                                    |   |

| “              | Tham nhũng và lộng hành quyền lực là hai mặt của tiêu cực chính trị, có mối liên hệ khăng khít, chặt chẽ với nhau; cái này làm bệ đỡ cho cái kia và ngược lại, cứ thế tuần hoàn và tồn tại. Lộng hành quyền lực là cơ sở để nảy sinh tham nhũng, và tham nhũng là bảo đảm củng cố sức mạnh để lộng hành quyền lực... Nếu không đánh cùng, diệt tận tệ nạn tham nhũng và lộng hành quyền lực, thì hậu quả sẽ hết sức khôn lường cho quốc gia, dân tộc Việt Nam | ” |
| — Báo Dân Việt | |   |

| “               | Cách gọi "trạm thu giá" là tối nghĩa, không đảm bảo sự trong sáng của tiếng Việt cũng như chuẩn mực của ngôn ngữ pháp lý. | ” |
| — Báo VnExpress | |   |

| “ | "Một nền giáo dục lấy hướng thiện làm gốc rễ, lấy lợi ích dân tộc làm nền tảng, lấy khai phóng tư duy làm phương pháp sẽ tạo ra những cá nhân biết tự trọng, biết liêm sỉ; biết tự hào, bảo vệ và phát huy các giá trị ngàn đời của dân tộc; biết kế thừa, khai thác, phát triển các giá trị tinh hoa của nhân loại bằng tư duy khoa học để xây dựng và kiến thiết đất nước. Đó là sứ mệnh truyền đạo làm người, là sức mạnh của giáo dục quốc dân. Vì lẽ đó, mà cũng từ xưa đến nay, đạo trị quốc luôn lấy giáo dục làm đầu, coi nhân tài làm gốc". | ” |
| — | |   |

| “ | Thảo luận của chúng ta hiện nay phần lớn là tham luận, một lối mòn cũ xưa của quá trình phát triển nghị viện ở nước ta. Chúng ta gọi là thảo luận, nhưng mà đến lúc vào thảo luận thì mỗi người lấy tờ giấy đọc một hướng khác nhau. Quốc hội các nước tiếng Anh gọi là debate tức là tranh luận. Ở nghị trường chỉ có tranh luận để sáng tỏ các quyết định lập pháp, nhưng phiên thảo luận, nhất là kinh tế - xã hội thì mỗi người đi một hướng" | ” |
| — thảo luận ở hội trường về dự thảo Nội quy kỳ họp Quốc hội (sửa đổi) tại Chương trình Kỳ họp thứ 4, Quốc hội khoá XV | |   |

## Bị bắt giữ
Đến ngày 10 tháng 7, Ủy ban Thường vụ Quốc hội đã đồng ý khởi tố, bắt tạm giam, xét nơi ở và nơi làm việc của ông Lê Thanh Vân. Đồng thời, đình chỉ mọi quyền hạn của ông liên quan đến chức vụ Đại biểu Quốc hội. Tuy nhiên, lý do bắt giữ ông vẫn chưa được công bố.